# Anopheles annandalei
Anopheles annandalei är en tvåvingeart som beskrevs av Prashad 1918. Anopheles annandalei ingår i släktet Anopheles och familjen stickmyggor. Inga underarter finns listade i Catalogue of Life.